# Sheldahl, Iowa
Sheldahl este un oraș care se întinde în comitatele Boone, Polk și Story din statul Iowa, Statele Unite ale Americii. Localitatea, care avea doar 336 de locuitori la recensământul din 2000, se întinde și în comitatele adiacente menționate.